# 格兰托尔托
格兰托尔托（義大利語：Grantorto），是意大利威尼托大区帕多瓦省的一个市镇。总面积14.07平方公里，人口4642人，人口密度329.9人/平方公里（2009年）。国家统计（ISTAT）代码为028042。